# Уорд, Джейми
Джейми Джон Уорд (англ. Jamie John Ward; 2 мая 1986, Бирмингем, Англия) — североирландский футболист, нападающий клуба «Ноттингем Форест» и сборной Северной Ирландии. Участник чемпионата Европы 2016 года.

## Клубная карьера

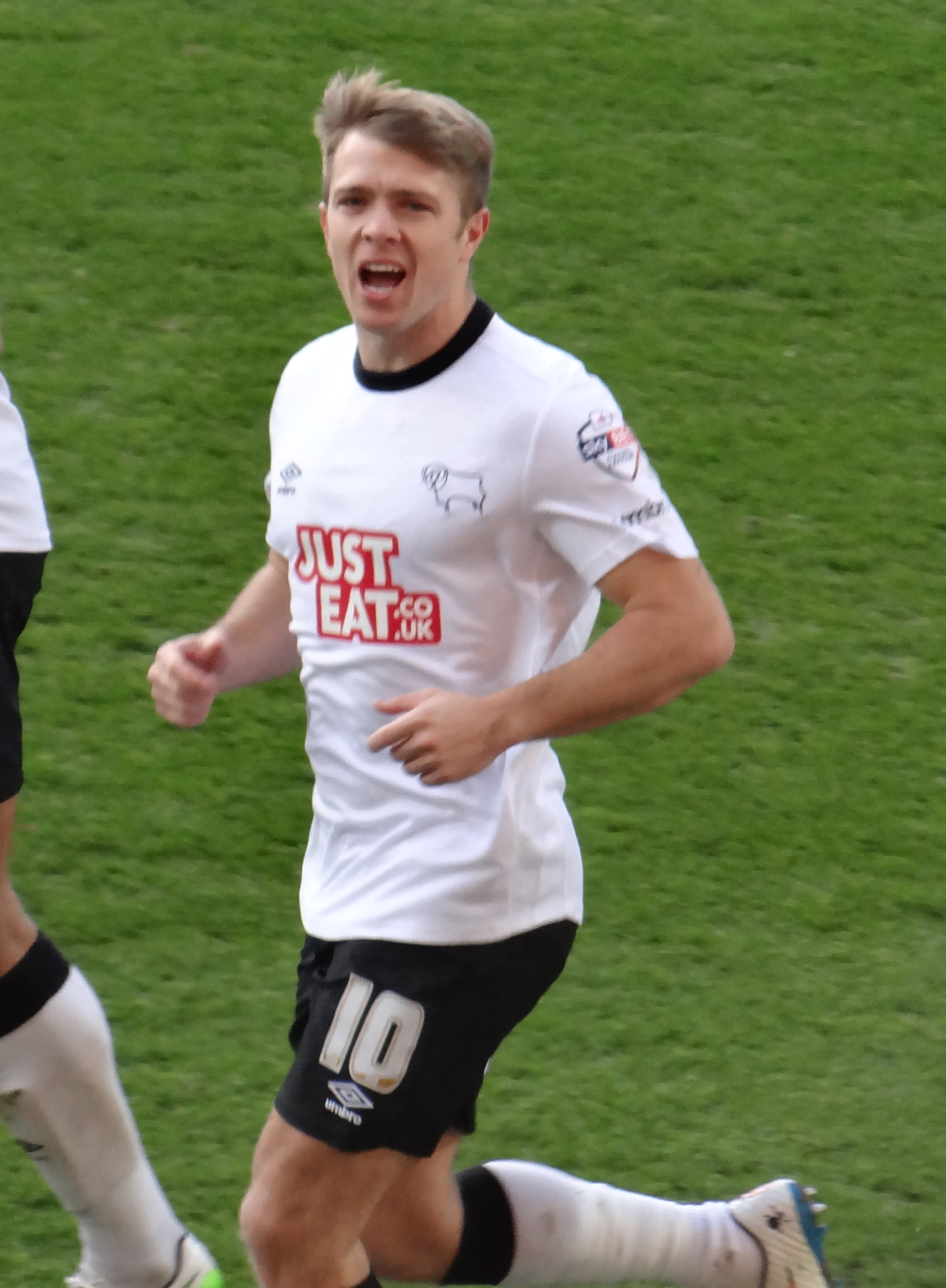
Уорд в составе «Дерби Каунти»

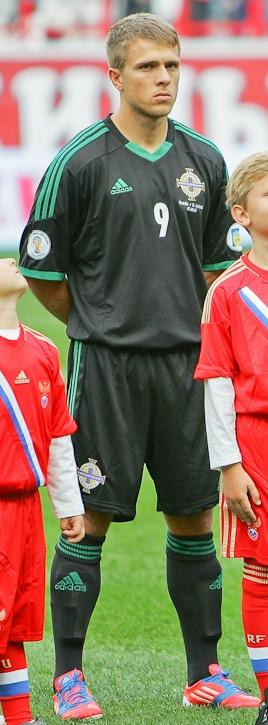
Уорд в составе сборной Северной Ирландии

Уорд — воспитанник английской «Астон Виллы». Для получения игровой практики он на правах аренды перешёл в «Стокпорт Каунти». 7 марта в поединке против «Бери» Джейми дебютировал во Второй Лиге. Летом 2006 года он перешёл в «Торки Юнайтед», подписав трёхлетний контракт, но по окончании сезона Уорд покинул клуб и присоединился к «Честерфилду». В 2009 году он перешёл в «Шеффилд Юнайтед». Сумма трансфера составила 600 тыс. фунтов. 27 января в матче против «Донкастер Роверс» Джейми дебютировал в Чемпионшипе. 3 февраля в поединке против «Саутгемптона» он забил свой первый гол за «Шеффилд». В начале 2011 года Уорд на правах аренды перешёл в «Дерби Каунти». 19 февраля в матче против «Сканторп Юнайтед» он дебютировал за новый клуб. 8 марта в поединке против «Мидлсбро» Джейми забил свой первый гол за «баранов», реализовав пенальти. По окончании аренды «Дерби» выкупил трансфер Уорда за 650 тыс. фунтов.
Летом 2015 года Джейми на правах свободного агента подписал контракт с «Ноттингем Форест». 7 августа в матче против «Брайтон энд Хоув Альбион» он дебютировал за «лесников». 16 января 2016 года в поединке против «Болтон Уондерерс» Уорд забил свой первый гол за новую команду.
Летом 2016 года Джейми на правах аренды был отдан в «Бертон Альбион». 10 сентября в матче против «Вулверхэмптон Уондерерс» он дебютировал за новую команду. 27 сентября в поединке против «Куинз Парк Рейнджерс» Уорд забил свой первый гол за «Бертон Альбион». В начале 2017 года он вернулся в «Ноттингем Форест».

## Международная карьера
10 августа 2011 года в товарищеском матче против сборной Фарерских островов Уорд дебютировал за сборную Северной Ирландии, заменив во втором тайме Дэвида Хили. 6 сентября 2013 года в отборочном матче чемпионата мира против сборной Португалии Джейми забил свой первый гол за национальную команду. 14 октября 2014 года в отборочном матче чемпионата Европы против сборной Греции он забил гол.
Летом 2016 года Уорд принял участие в чемпионате Европы во Франции. На турнире он сыграл в матчах против Польши, Украины, Германии и Уэльса.
В отборочных матчах чемпионата мира 2018 против команд Сан-Марино и Норвегии Уорд забил по голу.

### Голы за сборную Северной Ирландии
| #   | Дата            | Место                                    | Противник  | Результат | Счёт | Соревнование                       |
| --- | --------------- | ---------------------------------------- | ---------- | --------- | ---- | ---------------------------------- |
| 01. | 6 сентября 2013 | Уиндзор Парк, Белфаст, Северная Ирландия | Португалия | 2:1       | 4:2  | Чемпионат мира 2014 квалификация   |
| 02. | 14 октября 2014 | Караискакис, Пирей, Греция               | Греция     | 0:1       | 0:2  | Чемпионат Европы 2016 квалификация |
| 03. | 8 октября 2016  | Уиндзор Парк, Белфаст, Северная Ирландия | Сан-Марино | 3:0       | 4:0  | Чемпионат мира 2018 квалификация   |
| 04. | 26 марта 2017   | Уиндзор Парк, Белфаст, Северная Ирландия | Норвегия   | 1:0       | 2:0  | Чемпионат мира 2018 квалификация   |